# Gwendolyn Rutten
Gwendolyn Angeline Albert Maria Rutten (Hasselt, 26 juni 1975) is een Belgische politica voor Open Vld. Van 8 december 2012 tot 22 mei 2020 was ze voorzitter van de partij. Van 8 november 2023 tot en met 2 augustus 2024 was ze Vlaams viceminister-president en Vlaams minister in de regering-Jambon.

## Levensloop
Gwendolyn Rutten studeerde in 1998 af als licentiate in de Rechten aan de Katholieke Universiteit Leuven en volgde daarna tot 1999 een aanvullende opleiding in de Internationale Politiek. In 2024 behaalde ze aan dezelfde universiteit als werkstudent een bachelorgraad in de kunstgeschiedenis.

### Begin carrière
Van 1999 tot 2002 was ze stafmedewerkster van toenmalig VLD-voorzitter Karel De Gucht op het partijsecretariaat te Brussel. Hierop aansluitend ging ze aan de slag bij de Europese instellingen. Van 2002 tot 2004 was ze adjunct-administrateur van het Constitutional Affairs Commitee in het Europees Parlement en van 2004 tot 2005 administrateur voor de Europese Toezichthouder voor de Bescherming van Persoonsgegevens (EDPS).
Dat laatste jaar werd ze kabinetschef Algemeen Beleid, eerst van 2005 tot 2007 voor viceminister-president Fientje Moerman, nadien van 2007 tot 2009 voor minister van Financiën en Begroting en Ruimtelijke ordening Dirk Van Mechelen. Daarna was ze van 2009 tot 2010 opnieuw kabinetsmedewerker van Karel De Gucht, die toen lid van de Europese Commissie was. Van 2007 tot 2008 was ze tevens bestuurder van het Vlaams-Europees Verbindingsagentschap.
Bij de lokale verkiezingen van oktober 2006 werd Rutten voor de eerste keer verkozen tot gemeenteraadslid in Aarschot. Vervolgens nam ze deel aan de federale verkiezingen van juni 2007 als eerste opvolger op de Open Vld-lijst voor de Kamer in de kieskring Leuven en kreeg 5.994 voorkeurstemmen achter haar naam.
Ze was tweede opvolger op de Open Vld-lijst voor de Europese verkiezingen van juni 2009 en behaalde 16.118 voorkeurstemmen. In oktober 2009 stelde Rutten zich kandidaat voor het partijvoorzitterschap van de Open Vld. In de eerste ronde van deze verkiezing kreeg ze 27,9 procent van de stemmen, waarmee ze derde werd achter Alexander De Croo (35,7 procent) en Marino Keulen (36,5 procent) en dus niet kon doorstoten naar de tweede ronde. Alexander De Croo won uiteindelijk op 12 december 2009 de tweede ronde van de voorzittersverkiezingen van Marino Keulen.

### Kamerlid en schepen
Van juli 2010 tot mei 2014 zetelde Rutten in de Kamer van volksvertegenwoordigers. In 2011 ging ze zetelen in de Dexia-commissie van de Kamer.
Ze was lijstduwster bij de gemeenteraadsverkiezingen van oktober 2012 in Aarschot. Ze werd herverkozen en behaalde 695 voorkeurstemmen. Wel moest haar partij een verlies incasseren van 7,9%. In het nieuwe gemeentebestuur van Aarschot werd ze van 2013 tot 2018 schepen voor mobiliteit en verkeersveiligheid, modernisering van de stadsdiensten, digitalisering, ICT en administratieve vereenvoudiging, kunst- en naschools onderwijs.

### Partijvoorzitster
In 2012 stelde ze zich kandidaat als opvolger van partijvoorzitter Alexander De Croo. Ze nam het hierin op tegen de toen nog vrij onbekende Egbert Lachaert. Deze was toen vooral lokaal bekend als OCMW-raadslid te Merelbeke en oud-voorzitter van het LVSV. Rutten werd in de pers als de consensuskandidaat beschouwd (zelf ontkende ze dit) en werd naar voor geschoven door de partijtop. Op 8 december 2012 werd ze door haar partij met bijna 60 procent van de stemmen verkozen tot nieuwe voorzitter, waarbij Lachaert sterker scoorde dan verwacht.
In mei 2014 was ze voor het eerst lijsttrekker voor de Vlaamse verkiezingen in Vlaams-Brabant. Ze haalde 60.807 voorkeurstemmen en een percentage van 19,23%. Landelijk haalde de partij 9,78%, een stijging van 1,14 procentpunt ten opzichte van 2010 en goed voor een extra zetel in de Kamer van Volksvertegenwoordigers. 
In februari 2016 was Rutten de enige kandidaat om zichzelf op te volgen als partijvoorzitter, nadat Arne Vandendriessche afhaakte. Ze haalde 89,43% van de stemmen.
Rutten zetelde in het Vlaams Parlement tot midden januari 2017, toen ze haar mandaat als Vlaams volksvertegenwoordiger neerlegde om in aanloop van de lokale verkiezingen van oktober 2018 alle Vlaamse gemeenten te bezoeken. Ze werd als Vlaams volksvertegenwoordiger eind januari 2017 opgevolgd door Daniëlle Vanwesenbeeck. 

### Burgemeester van Aarschot
Haar partij was een van de winnaars van de verkiezingen van 14 oktober 2018 en ging na CD&V de meeste burgemeesters leveren. Zelf werd Rutten met 29,7% van de stemmen de grootste partij in Aarschot. Ze haalde 4.133 voorkeurstemmen en werd voorgedragen als nieuwe burgemeester. Wegens problemen met de voordrachtsakte liep haar installatie als burgemeester vertraging op.  Op 4 februari 2019 legde zij de eed af als eerste vrouwelijke burgemeester van Aarschot.
Bij de Vlaamse verkiezingen van mei 2019 was ze opnieuw lijsttrekker van haar partij in Vlaams-Brabant. Ze werd opnieuw verkozen in het Vlaams Parlement met 44.866 voorkeurstemmen. Haar partij bleef de tweede grootste van Vlaams-Brabant maar zakte wel naar 15,6%. Landelijk verloor Open Vld 1,24 procentpunt ten opzichte van haar resultaat in 2014. Hierdoor evenaarde de partij het historisch dieptepunt van 1977, toen de partij, die toen voor het eerst opkwam zonder zijn Franstalige tegenhanger, eveneens slechts 8,54% van de stemmen haalde in de Kamer.
Bij de voorzittersverkiezingen van Open Vld van maart 2020 kondigde Rutten aan geen kandidaat te zijn voor een derde ambtstermijn als partijvoorzitter. Vanwege de coronacrisis werden de voorzittersverkiezingen uiteindelijk uitgesteld naar mei 2020, waarbij Egbert Lachaert op 22 mei tot haar opvolger werd verkozen. Na het einde van haar ambt als partijvoorzitter legde Rutten zich toe op haar parlementair ambt en werd ze in het Vlaams Parlement vast lid van de commissies Buitenlands Beleid, Europese Aangelegenheden, Internationale Samenwerking en Toerisme (2020-2021), Onderwijs (2021-2023) en Economie, Werk, Sociale Economie, Wetenschap en Innovatie (2023).

### Vlaams minister
In oktober 2023 werd haar naam genoemd om de ontslagnemende minister van Justitie Vincent Van Quickenborne op te volgen, maar Rutten kreeg de positie uiteindelijk niet. Teleurgesteld in de "onrespectvolle" manier waarop ze de job niet kreeg, besloot ze om na haar lopende mandaat te stoppen met nationale politiek en zich volledig toe te leggen op het burgemeesterschap. Op 7 november van dat jaar werd echter bepaald dat ze Bart Somers zou opvolgen als minister van Binnenlands Bestuur en viceminister-president in de regering-Jambon. Op 8 november legde ze de eed af. De korte opeenvolging van haar politieke afscheid naar een ministerpost, tastte volgens analisten de geloofwaardigheid van haarzelf en de politiek aan. Vanwege haar ministerschap moest ze zich laten vervangen als burgemeester van Aarschot, al bleef ze de titel behouden. Bert Van der Auwera trad vervolgens op als waarnemend burgemeester.
Bij de Vlaamse verkiezingen van juni 2024 was Rutten opnieuw lijsttrekker in Vlaams-Brabant en werd ze met 23.752 stemmen verkozen. Open Vld viel met een score van 12,2%  in haar kieskring terug naar de vijfde plaats. In de legislatuur 2024-2029 werd zij in het Vlaams Parlement lid van de commissie Cultuur, Jeugd, Sport en Media.
Op 2 augustus 2024 nam Rutten ontslag uit de regering-Jambon, die sinds de verkiezingen in lopende zaken was. Ze wilde zich zo opnieuw toeleggen op haar burgemeesterschap. Haar partijgenote en collega-minister Lydia Peeters nam haar functies over. Het vroegtijdige ontslag van Rutten kwam haar binnen de partij op kritiek te staan.
Bij de lokale verkiezingen van oktober 2024 was ze lijsttrekker van Iedereen Aarschot, een kartellijst van Open Vld en Vooruit. De lijst haalde een derde van de stemmen en Rutten zelf kreeg bijna 2.500 voorkeurstemmen. Daardoor kon ze burgemeester blijven.

### Privé
Rutten is gehuwd en heeft twee kinderen. Tevens was ze kernlid van de onafhankelijke denktank Liberales. Ze woont in Rillaar.

## Publicaties
- De toekomst kan elk moment beginnen[37], met Annemie Turtelboom & Noël Slangen, Uitgeverij Houtekiet, 2012, ISBN 9789089242174
- De geëngageerde burger[38], Inleiding tot een nieuwe politieke lente, 2013; ISBN 9789491261091
- Nieuwe vrijheid[39], Uitgeverij Polis, 2017, 207 p., ISBN 9789463102681